# Aurul de la Moscova
Aurul de la Moscova sau Aurul Moscovei (în spaniolă Oro de Moscú) sau alternativ Aurul Republicii (în spaniolă Oro de la República) a fost cantitatea de 510 tone de aur, cca. 72,6% din rezervele totale de aur ale Băncii Spaniei, care au fost transferate din locația lor inițială din Madrid către Uniunea Sovietică la câteva luni după izbucnirea Războiului Civil Spaniol. Acest transfer a fost făcut prin ordin al guvernului celei de-a doua republici spaniole, prezidat de Francisco Largo Caballero⁠(d), prin inițiativa ministrului său de finanțe, Juan Negrín⁠(d). Termenul cuprinde, de asemenea, problemele ulterioare legate de vânzarea aurului către URSS și utilizarea fondurilor obținute. Sfertul rămas din rezervele de aur ale Băncii, 193 de tone, a fost transportat și schimbat în valută în Franța, operațiune care este cunoscută prin analogie și sub denumirea de „Aurul Parisului”.
Întrucât lumea era conștientă de existența unei cantități mari de aur la Moscova, termenul „Aurul Moscovei” a fost în cele din urmă popularizat pentru orice finanțare rusă din întreaga lume.
Începând cu anii 1970, acest episod specific din istoria Spaniei a fost în centrul mai multor eseuri și lucrări literare, multe bazându-se pe informații din documente și înregistrări oficiale ale vremii. De asemenea, a fost sursa unor puternice controverse și dezbateri istorice, în special în Spania. Dezacordurile sunt centrate pe interpretarea politică a motivațiilor sale, pe presupusa ei utilizare, efectele sale asupra dezvoltării conflictului, influența sa ulterioară asupra Guvernului în exil al republicii  și asupra relațiilor diplomatice dintre guvernul francist și Uniunea Sovietică.
La sfârșitul anilor 1930, când Iosif Stalin și-a concentrat eforturile pe promovarea ideilor unei „revoluții proletare mondiale”, mass-media de limbă engleză, cum ar fi revista Time, a folosit termenul de Aurul Moscovei pentru a se referi la planurile conducerii sovietice de a intensifica activitatea mișcării comuniste internaționale, care până atunci apăruse deja în Statele Unite ale Americii și Marea Britanie. La începutul anilor 1990, termenul Aurul Moscovei (în franceză  l'or de Moscou) a fost folosit în mod activ în Franța pentru a discredita Partidul Comunist Francez. Povestea transportului aurului în Uniunea Sovietică a avut o largă publicitate în presa internațională în timpul războiului civil spaniol și în primii ani ai regimului dictatorial al lui Franco.
În perioada 19 februarie 1937 - 28 aprilie 1938, Juan Negrin a semnat 19 cereri de vânzare ale aurului, care au fost trimise spre executare comisarului sovietic al poporului pentru finanțe. Conform ordinelor părții spaniole, aurul a fost schimbat cu lire sterline, dolari americani și franci francezi la cursul bursei de la Londra.
Potrivit lui Martin Aceña, 374 de tone de aur pur au fost vândute în 1937, alte 52 de tone au fost vândute între ianuarie și aprilie 1938, iar restul de 30 de tone de aur au fost rezervate drept garanție pentru un împrumut de 70 de milioane de dolari. Astfel, până în august 1938, doar 2 tone de aur au rămas la dispoziția guvernului republican. În total, pentru aurul vândut s-au primit 469,8 milioane de dolari SUA, dintre care 131,6 milioane au fost cheltuiți în URSS. Drept comisioane și taxe, partea sovietică a luat 2,1% din suma totală, iar 1,2% a fost încasat ca plată pentru transportul, topirea și rafinarea aurului. Drept urmare, partea sovietică a primit aproximativ 3,3% din valoarea totală a aurului, sau 14,5 milioane de dolari SUA. Aproximativ trei sute treizeci și cinci de mii de dolari SUA au fost transferați în favoarea unei subsidiare a Băncii de Stat a URSS  - banca pariziană Banque Commerciale pour l'Europe du Nord (Eurobank). Din contul Eurobank, reprezentanții trezoreriei republicane au plătit pentru furnizarea de materiale care au fost achiziționate la Bruxelles, Praga, Varșovia, New York și Mexico City.